# Issoire APM 30 Lion
Die Issoire APM 30 Lion ist ein dreisitziges Leichtflugzeug des französischen Herstellers Issoire Aviation.

## Konstruktion
Die Maschine wurde von Philippe Moniot konstruiert und stellt die dreisitzige Version der APM 20 Lionceau dar. Sie besteht vollständig aus GFK und ist das erste Flugzeug aus GFK und das einzige dreisitzige Flugzeug, das in der VLA-Klasse zugelassen wurde. Als Triebwerk ist ein Rotax 912s verbaut, der zusammen mit dem MT-Prop-Twin-Propeller eine Reisegeschwindigkeit von 110 kn (204 km/h) ermöglicht. Des Weiteren ist sie für NVFR zugelassen.
Das Cockpit verfügt über Fluginstrumente in der klassischen „Sixpackanordnung“. In der oberen Reihe befinden sich Fahrtmesser, künstlicher Horizont und Höhenmesser; in der unteren Wendezeiger, Kompass und Variometer. In der Mitte befindet sich ein Multifunktionsdisplay zur Motorüberwachung. Optional ist ein Glascockpit verfügbar.
Nach Feedback von Piloten führte der Hersteller eine von der EASA geforderte Testreihe durch, die eine Erhöhung der maximalen Abflugmasse von 736 auf 750 kg ermöglichte. Des Weiteren wurde die Flugsteuerung modifiziert, was zu einer besseren Handhabung des Flugzeugs führte.

## Zwischenfälle
- Am 8. Juni 2013 um 17:10 Uhr starteten ein 18-jähriger Flugschüler und sein 56-jähriger Lehrer in einer APM 30 mit dem Luftfahrzeugkennzeichen F-GRRY des Aéro Club SGAC de Saint Cyr l'Ecole zu einem Schulungsflug vom Flugplatz Saint-Cyr-l’École. Nach circa zwanzig Minuten Flugzeit verloren sie während einer Stallübung die Kontrolle über die Maschine und stürzten auf ein Feld, wobei beide Insassen getötet wurden. Ein mechanischer Defekt, der zum Unfall führte, konnte nicht festgestellt werden.[4]

## Technische Daten
| Kenngröße             | Daten               |
| --------------------- | ------------------- |
| Besatzung             | 1                   |
| Passagiere            | 2                   |
| Länge                 | 6,6 m               |
| Spannweite            | 8,6 m               |
| Höhe                  | 2,4 m               |
| Flügelfläche          | 9,5 m²              |
| Leermasse             | 430 kg              |
| max. Startmasse       | 750 kg              |
| Tankinhalt            | 70 l                |
| Propeller             | MT Prop Twin        |
| Reisegeschwindigkeit  | 110 kn (204 km/h)   |
| Höchstgeschwindigkeit | 143 kn (265 km/h)   |
| max. Steigrate        | 800 ft/min          |
| Dienstgipfelhöhe      | 14.000 ft (4.267 m) |
| Reichweite            | 430 NM (796 km)     |